# Happy stone

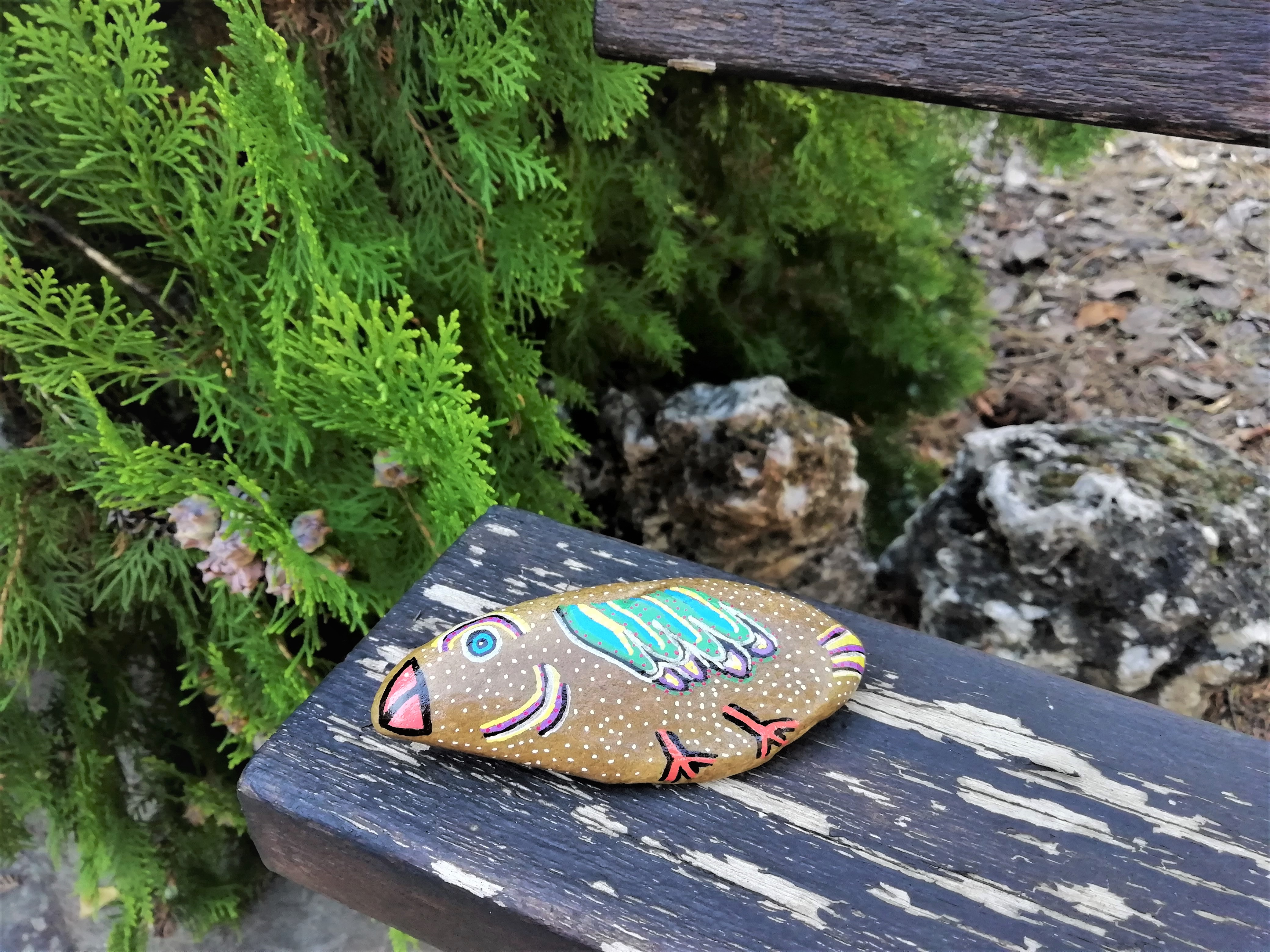
Een happy stone op een bankje in Spanje

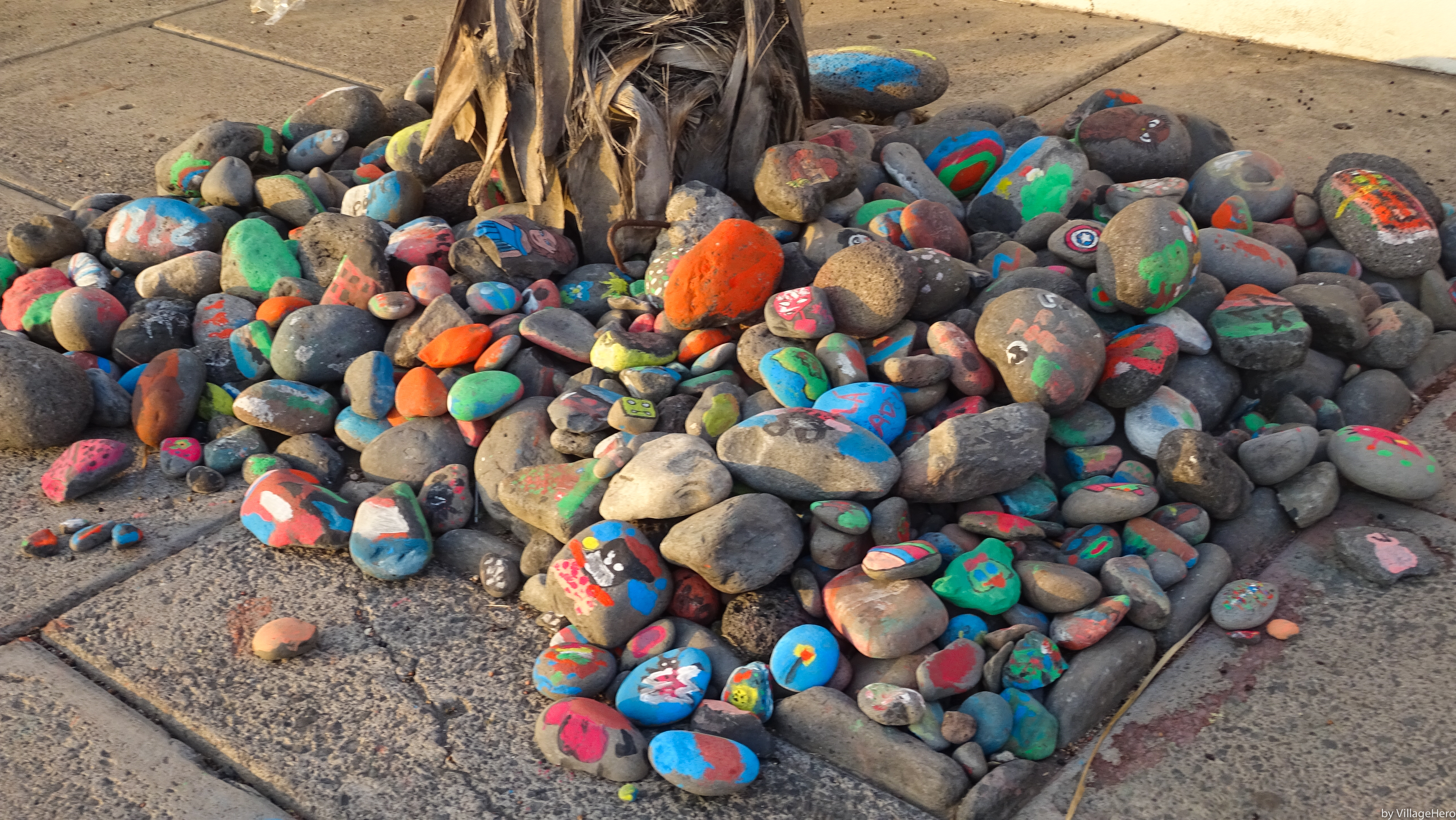
Happy stones tussen onbeschilderde kiezels in Portugal

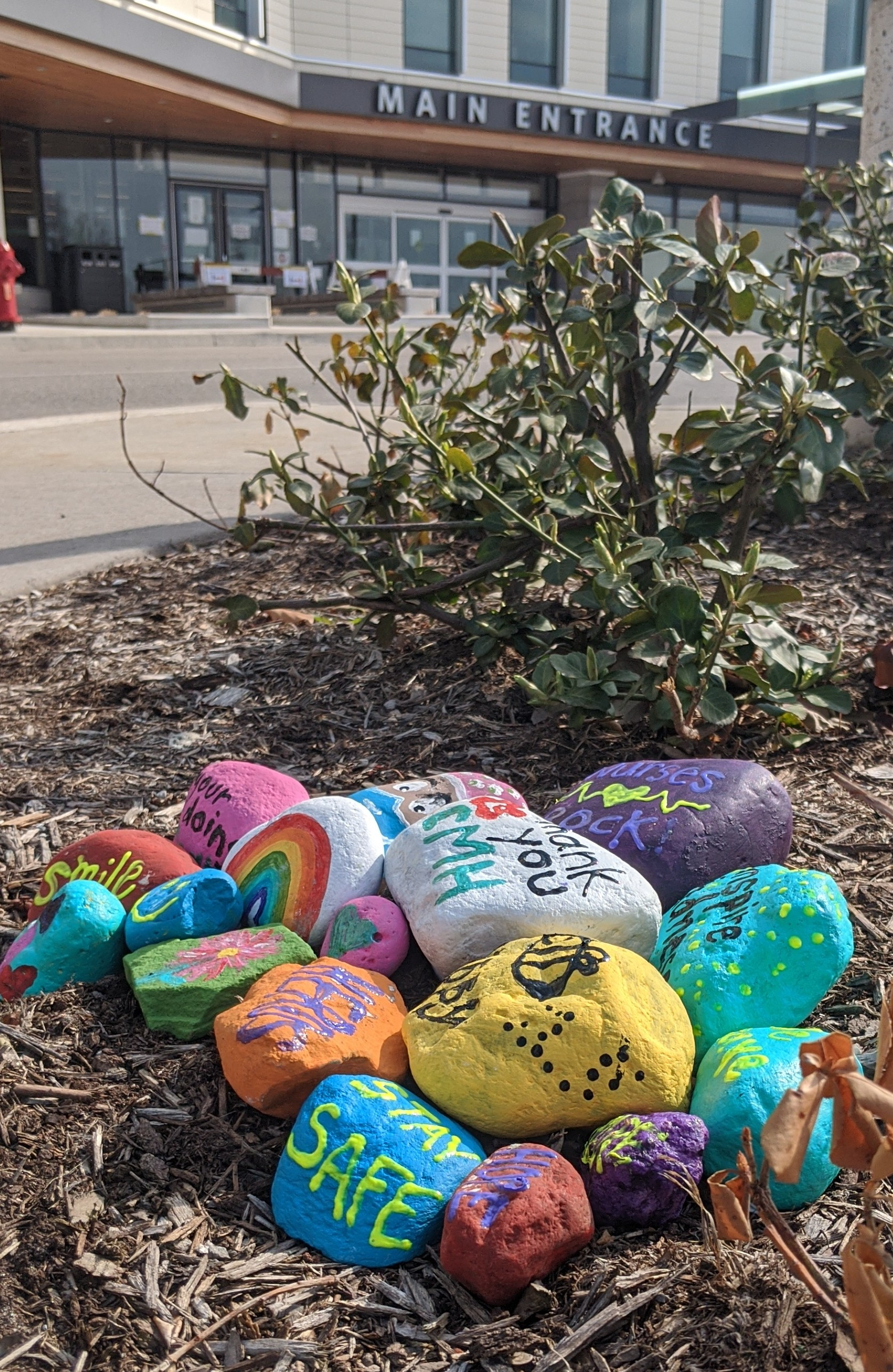
Kindness rocks bij een ziekenhuis in Canada om zorgpersoneel te bedanken tijdens de coronapandemie

Een happy stone ('blije steen'), doodle stone ('krabbelsteen') of  kindness rock ('vriendelijkheidssteen'; het meervoud kindness rocks geeft de woordspeling 'vriendelijk zijn is cool') is een beschilderd steentje dat ergens buiten wordt achtergelaten zodat iemand het toevallig kan vinden.

## Oorsprong
De hobby van het beschilderen van steentjes om deze reden heeft zich verbreid in de jaren voorafgaand aan de coronapandemie die in 2020 uitbrak. De oorsprong van de activiteit wordt gezocht in het Amerikaanse The Kindness Rocks Project, een beweging om steentjes met positieve boodschappen te beschilderen die in 2015 ontstond en naar andere landen oversprong. Door de pandemie kreeg het beschilderen van steentjes een extra impuls.

## Vervaardiging en verspreiding
Een happy stone wordt gemaakt door op één kant van een gladde kiezelsteen een afbeelding te schilderen, bijvoorbeeld een figuurtje of een abstracte versiering. Ook kan men een positieve uitspraak op het steentje schrijven. Vooral in The Kindness Rocks Project is een tekst op een gekleurde achtergrond, met of zonder tekening erbij, de gebruikelijke gang van zaken. Op de andere kant wordt vaak een Facebook- of Instagram-pagina of website genoemd waar de vinder een foto van het steentje kan plaatsen om te laten zien dat het gevonden is. We kennen ondertussen al facebookpagina als Kei tof, Happy stones en diverse locale onderverdelingen. Soms staat er op de happy stone een hashtag of postcode,  waardoor men kan opzoeken door wie of in welke regio deze gemaakt werd.
De vinder van een happy stone kan die houden of ergens anders achterlaten, zodat de kiezel verder kan zwerven. In Nederland, waar het maken van happy stones erg populair is geworden, wordt dit wel eens aangegeven met teksten als "delen = lief" en "houden of zwerven". Voor het beschilderen van steentjes worden stiften of penselen gebruikt met niet-giftige acrylverf. Soms wordt er eerst een basis van gesso of acrylverf aangebracht. Om de gemaakte afbeelding te beschermen strijkt men er een laagje vernis overheen.

## Punten van zorg
In de media zijn berichten verschenen over mogelijke schaduwkanten van het verspreiden van happy stones. Steentjes die bijvoorbeeld op grasvelden in parken worden achtergelaten, zouden door elektrische grasmaaiers gegrepen en gelanceerd kunnen worden. Ook zouden parkbezoekers hebben gezien dat kleine kinderen happy stones die ze vonden naar eenden gooiden. Als happy stones in bloemperken worden achtergelaten, lopen de bloemen het risico vertrapt te worden.
Verder is niet iedereen enthousiast over het achterlaten van beschilderde steentjes in natuurgebieden of nationale parken: dat zou ingaan tegen het principe om daar geen menselijke sporen achter te laten (in het Engels vaak leave no trace genoemd). Veel websites doen een beroep op het gezonde verstand en vragen mensen om geen happy stones achter te laten op gevaarlijke plekken, zoals vlak bij autowegen of op lastig te bereiken hoogtes. Ook wordt mensen gevraagd om uit milieu-overwegingen geen glitters of plastic oogjes op de steentjes te plakken.

## Beweegredenen
Mensen van alle leeftijden maken happy stones. Meerdere beoefenaars van de hobby hebben desgevraagd in de media aangegeven dat hun doel het verspreiden van blijdschap en positieve gevoelens is. Een verwant doel is mensen een hart onder de riem steken met oppeppende boodschappen of dankbetuigingen (zoals aan zorgpersoneel tijdens de coronapandemie). Ook is het beschilderen van steentjes iets wat men makkelijk in zijn eentje thuis kan doen, wat goed uitkwam in een tijd waarin vanwege het coronavirus allerlei groepsactiviteiten niet mogelijk waren. Over happy stones is een groot aantal websites en sociale media-pagina's opgezet, en door het internet heeft het fenomeen zich snel internationaal kunnen verspreiden.